# Kunst im öffentlichen Raum in Halle (Saale)
Die Kunst im öffentlichen Raum in Halle beinhaltet eine über Jahrhunderte gewachsene Sammlung von öffentlichen Kunstwerken. Es gibt über 150 Plastiken und Skulpturen, mehrere Dutzend Brunnen, Dutzende Wandgestaltungen sowie Hunderte Denkmäler und Gedenkstätten in der Saalestadt.
In Anlehnung an die Spaziergangswissenschaft wurden im Kontext von wissenschaftlichen Lehrveranstaltungen die Kunstwerke aus der halleschen Innenstadt und aus Halle-Neustadt entlang von vordefinierten Strecken aufgearbeitet. In der Innenstadt beginnt der Streckenverlauf an der Moritzburg und führt über den Ring (Moritzburgring, Universitätsring, Hansering, Waisenhausring) zum Marktplatz. In Halle-Neustadt startet der Rundgang am Stadtteilzentrum und streift durch die ehemals eigenständigen Wohnkomplexe. Die nachfolgende Auflistung orientiert sich an dieser Aufarbeitung und erhebt daher keinen Vollständigkeitsanspruch in Bezug auf die öffentlich ausgestellte Kunst in Halle.
| Bild                        | Kunstwerk / Jahr | Künstler                                                                                                 | Anmerkungen |
| --------------------------- | --- | --- | --- |
|                             | Zwei Figuren 1928/30 Sandsteinrelief, zweiteilig Moritzburg                                                           | Gustav Heinrich Wolff (1886–1934)                                                                        | Im Auftrag der Stadt Halle (Saale) haben Künstler der Burg für den Neubau des Kraftwerks Trotha verschiedene Objekte wie Türklinken, Lampen etc. entworfen und angefertigt. Dafür sind auch diese beiden Reliefs für das Treppenhaus entstanden. |
|                             | Ehrenmal für die Opfer des Faschismus 1947 Bronze Moritzburg H 107 m                                                  | Waldemar Grzimek (1918–1984)                                                                             | Die zwei Bronzefiguren sind leicht überlebensgroß. |
|                             | Mauresken 1987 Korrosionsträger Stahl (KT-Stahl) geschnitten, geschweißt auf Betonsockel Friedemann-Bach-Platz H 90 m | Irmtraud Ohme (1937–2002)                                                                                | Die Künstlerin arbeitete vielseitig in verschiedensten Materialqualitäten und Techniken. Die Mauresken gehen auf ornamentale, orientalische Tanzfiguren zurück. Die in den Jahren 1983 bis 1991 entstandene Plastik ist typisch für Ohmes Umgang mit KT-Stahl in großen Materialstärken. Irmtraud Ohme lehrte an der Burg Giebichenstein Kunsthochschule Halle. Ihr konsequenter Umgang mit dem Material prägte das Werk von vielen ihrer Absolventen. Die Arbeit befindet sich im Eigentum des Landes Sachsen-Anhalt. |
|                             | Eine Begegnung mittendrin 2005 Bronze, bemalt (ursprünglich eingefärbter Fugenmörtel) Geiststraße/Universitätsring    | Maya Graber (* 1974)                                                                                     | Frau Roth, Evi Küchler und Hans Bucher – eine fiktive Begegnung im öffentlichen Raum – so lautete der Untertitel dieser Diplomarbeit der Schweizer Bildhauerin. Drei etwa lebensgroße Figuren kommunizieren über die belebte Kreuzung hinweg. |
|                             | Stumme Gesellen 1999 Vierteilig, Edelstahl, bemalt, Blinklicht Lukashof                                               | Maike Freess (* 1965)                                                                                    | Die vier Skulpturen säumen den Weg durch den Lukashof zwischen Großer Ulrichstraße, Universitätsring und Kaulenberg und geben diesem halböffentlichen Raum eine eigenständige künstlerische Note. Die Plastiken stehen im Eigentum der Köhnen-Bau. |
|                             | Bet-Säule Sandstein Universitätsring H 99 m                                                                           | Unbekannt, stilistische Voraussetzungen im Erfurter Epitaph von 1444 Günther Bock                        | Im Jahr 1455 wurde die Bet-Säule am Galgtor – auf der Ostseite des heutigen Riebeckplatzes – als Ort des stillen Gebets aufgestellt. Von 1928 bis 1969 stand die Säule auf dem Franckeplatz, um schließlich wegen des Baues der Hochstraße seit 1972 auf dem heutigen Standort die Parkanlage am Moritzburgring zu schmücken. |
|                             | Reliquie Mensch Stahlplastik 2002 aufgestellt 2011 Universitätsring/ Juliot-Curie-Platz vor dem Opernhaus H 107 m     | Michael Morgner (* 1942)                                                                                 | Die scherenschnittartige Skulptur aus korrosionsträgem Stahl steht auf ihrem schmalen Umrand. Die Form spielt mit der Spannung zwischen Materialfläche und Zwischenraum. |
|                             | Afrikanerin und Afrikaner 1963/64 Bronze Universitätsring Grünfläche vor dem Robertinum H 108                         | Gerhard Geyer (1907–1989)                                                                                | Zur Erinnerung und Ehrung der ersten Studierenden aus Afrika ließ die Universität Halle diese Skulptur aufstellen. |
|                             | Heinrich Heine 2002 Sandstein Universitätsplatz H 100 m                                                               | Jens Bergner (* 1964)                                                                                    | Das Denkmal – ein gewaltig großer, geneigter Kopf – soll den Respekt der Nachwelt vor dem Werk und dem aufrechten Leben des Dichters zeigen. |
|                             | Löwen 1816 Gusseisen, Überzug Universitätsplatz H 100 m                                                               | Johann Gottfried Schadow (1764–1850)                                                                     | Heute sind die Löwen ein zentrales Bildmotiv der Universität Halle-Wittenberg. Allerdings befanden sie sich früher neben einem Röhrenwasserbrunnen auf dem Marktplatz in Halle. Dort wurde am 23. Juli 1823 die nach dem Entwurf von Johann Gottfried Schadow gegossenen Plastiken feierlich aufgestellt. Heinrich Heine (1797–1856) schrieb ein in Anspielung auf die zweimalige Schließung der Universität durch Napoleon ein Gedicht, in dem die Löwen erwähnt werden: "Zu Halle auf dem Markt, Da stehn zwei große Löwen. Ei, du hallischer Löwentrotz, Wie hat man dich gezähmet!" (Die Heimkehr, 1823–1824) |
|                             | Drei Stelen 1998 Kunststein Juridicum H 90 m                                                                          | Simon Ungers (1957–2006)                                                                                 | Die in der Neubauphase des Juridicums aus dem Wettbewerb zur Kunst am Bau hervorgegangene Skulptur öffnet den engen Innenhof scheinbar nach oben. Eher verborgen unterstützt die Kunst am Bau des Juridicums den "Solitär im Block" |
|                             | Striese – Theaterdirektor 1994 Keramik Universitätsplatz, Neues Theater Rückseite                                     | Lothar Sell (1939–2009)                                                                                  | Das Weglassen ist die Kunst in der Kunst, sagt Emanuel Striese, Theaterdirektor und Komödiant aus Sachsen. Eine Interpretation dazu: Damit ist nicht die Reduktion darstellerischer und inszenatorischer Mittel gemeint, sondern dasjenige, was weggelassen worden ist, kann beim Betrachter nicht durchfallen. |
| Curt-Goetz-Denkmal in Halle | Curt Goetz (1888–1960) Universitätsplatz, Neues Theater Rückseite                                                     | Michael Weihe (1961–2012)                                                                                | Der Schauspieler, Schriftsteller und Hühnerzüchter Curt Goetz verbrachte seine Kindheit und Jugend in Halle an der Saale, der Geburtsstadt seiner Mutter. Michael Weihes Skulptur zeigt den schlanken Mimen mit einem goldenen Ei. |
|                             | Hallescher Roland 1719 (nach älteren Vorgängern) restauriert 2005/06 Sandstein Roter Turm H 87 m                      | | Das Sandstein-Standbild des Ritters mit bloßem Schwert, der Roland, steht vor dem Roten Turm auf dem Halleschen Markt. Die Figur gilt als das Sinnbild der Stadtrechte. Vergleichbare Roland-Statuen gibt es z. B. in Bremen, Nordhausen, Halberstadt, Prenzlau oder Stendal. |
|                             | Triptychon Ratsloggia 2005/06 Bronzereliefplatte, dreiteilig Marktplatz                                               | Maya Graber (* 1974)                                                                                     | Die zwei mal drei Meter große Bodenskulptur erinnert an das im Zweiten Weltkrieg beschädigte und bis 1950 komplett abgebrochene Alte Rathaus der Stadt Halle. Seit der Neugestaltung der Platzfläche markiert ein Stahlrahmen den Grundriss des Rathauses, die Bildplatte füllt einen Teil dieser Fläche. Die Schweizer Bildhauerin hat Bild- und Texttafeln konzentriert zu einer Bildkomposition verbunden. |
|                             | Altes Rathaus 2001 Bronze Marktplatz                                                                                  | Cathleen Meier (* 1970)                                                                                  | Abbildendend und gleichzeitig für einen Wiederaufbau werbend zeigt der kleinteilige Bronzebildstock ein Modell des historischen Rathauses in Halle. |
|                             | Vier Bauplastiken 1928/29 Bronze je 2,2 m hoch Ratshof                                                                | Gustav Weidanz (1889–1970)                                                                               | Am Verwaltungsbau des Ratshofes, erbaut als Neues Rathaus 1928/29, symbolisieren Bronzeplastiken von Gustav Weidanz – Kopien der im Zweiten Weltkrieg eingeschmolzenen Originale – das hallesche Wirtschaftsleben: die Industrie, die Saale, den Handel, die Saalelandschaft und den Bergbau. Die Skulpturen wurden 1976/77 von Johannes Baumgärtner nach Fotovorlagen nachgearbeitet. |
|                             | Fahnenmonument „Flamme der Revolution“ 1967 Spannbeton Hansering                                                      | Sigbert Fliegel                                                                                          | Die Neugestaltung von Steffen O. Rumpf aus dem Jahre 2004 zeigt auf der geschwungenen Form der Großplastik ein grobes Farbraster in Rot- und Gelbtönen, das die Milchstraße und die kosmische Hintergrundstrahlung abbildet. Das mittlere Band soll unsere eigene Galaxie darstellen. Der rote Hintergrund symbolisiert das Universum. Steffen O. Rumpf studierte von 1991 bis 1998 Malerei und Grafik an der Hochschule für Kunst und Design Burg Giebichenstein Halle. |
|                             | Chatschkar 2015 Hansering                                                                                             | | Der Chatschkar – ein Reliefkreuz – wurde 2015 zum 100. Jahrestag des Beginns des Völkermords an den Armeniern am Hansering eingeweiht. Die Enthüllung erfolgte im Nachgang der offiziellen Anerkennung des Völkermords durch die deutsche Bundesregierung im selben Jahr. |
|                             | Park der Olympiasieger 2019 Hansering                                                                                 | | Der Park der Olympiasieger besteht aus Stelen und Plaketten, auf denen alle Hallenser verewigt werden, die olympische Goldmedaillen erringen konnten. |
|                             | Way of memory 2006 Bronze Hansering                                                                                   | Christof Traub (* 1963)                                                                                  | Denkmal zur Erinnerung an die Montagsdemonstrationen 1989 Im Juni 2005 hat die Stadt Halle (Saale) Künstler mit Wohnsitz in Sachsen-Anhalt zu einem offenen künstlerischen Ideenwettbewerb für die Gestaltung eines Denkmals zur Erinnerung an die Montagsdemonstrationen 1989 aufgerufen. Die Jury unter Vorsitz von Bernd Göbel empfahl die Wettbewerbsbeiträge von Christoph Reichenbach bzw. Christof Traub zur Realisierung. Beide Entwürfe, so die Jury, bringen in ihrer sehr unterschiedlichen künstlerischen Formulierung die Ereignisse für nachfolgende Generationen zum Ausdruck. Die Künstler wurden gebeten, ihre jeweilige Idee konkret auf die städtebauliche Situation bezogen im Stadtrat vorzustellen. Dieser entschied sich in seiner Sitzung am 25. Januar 2006 für den Entwurf „Weg der Erinnerung“ (the way of memory) von Christof Traub. Die Realisierung des Kunstwerkes wurde ausschließlich aus Spenden der Bürgerschaft noch im gleichen Jahr möglich. |
|                             | Läufer am Ziel 1926 Bronze Hansering                                                                                  | Fritz Röll (1879–1956)                                                                                   | Fritz Röll zählt zur Berliner Bildhauerschule um Adolf von Hildebrand. |
|                             | Zither-Reinhold 2002 Bronze Untere Leipziger Straße 24/25, Ecke Große Brauhausstraße                                  | Wolfgang Dreysse (* 1947)                                                                                | Die Wasser umspülte Doppelfigur in der Tradition der halleschen Bildhauerschule erinnert an den Straßenmusiker Reinhold Lohse, genannt Zither-Reinhold (1878–1964), der bis zu seinem Tode erst auf dem Leierkasten, später auf der Zither selbstvergessen musizierend auf Halles Straßen anzutreffen war. Um die künstlerische Formfindung entbrannte vor der Aufstellung der Skulpturen eine intensive Diskussion und Zweifel an einer zeitgemäßen Denkmalform des vorgeschlagenen, später realisierten Kunstwerks wurden laut. |
|                             | Wall of Fame 2006 Wandmalerei Waisenhausring                                                                          | Konrad Mühe (* 1982)                                                                                     | Als Arbeit zur Zwischenprüfung an der Burg Giebichenstein Kunsthochschule Halle entstanden, geht die Wall of Fame mit den Spielregeln der Graffitiszene um. Zunächst nahm er alle auf der Wand vorhandenen Tags auf. Diese oft kalligrafisch anmutenden, aber für ein größeres Publikum unleserlichen Namenszeichen setzte er typografisch in mehreren Reihen und alphabetisch geordnet um. Auch der aus Titel der Arbeit spielt mit den Traditionen der Sprayer und ist eine Abwandlung des englischen Begriffs Hall of Fame. |
|                             | Musenbrunnen 1974–76 Bronze Kunststein Vorplatz der Ulrichskirche Leipziger Straße 97                                 | Gerhard Lichtenfeld (1921–1978)                                                                          | Die auf hoher Säule angebrachten vier Frauenfiguren verkörpern vier Schutzgöttinnen der Künste: an ihren Attributen erkennbar sind das die Musik, die Dichtkunst, der Tanz, die bildende Kunst und die Wissenschaften. |
|                             | Grünewald 1957 Reliefplatte Bronze Außenwand Ostchor der Ulrichskirche Leipziger Straße                               | Gerhard Geyer (1907–1989)                                                                                | Die Tafel erinnert an den in Halle (Saale) verstorbenen Maler Matthias Grünewald. |
|                             | Esel auf Rosen 1986 Bronze Türgriffe der Ulrichskirche                                                                | Peter Michael (* 1938)                                                                                   | Figürlich angelegte Türgriffe. |
|                             | Eselsbrunnen 1906–1913 Bronze, Stampfbeton Alter Markt H 85 m                                                         | Heinrich Keiling (1856–1940)                                                                             | Der Brunnen besteht aus einer Schale aus Stampfbeton, aus deren Mitte eine Säule mit Masken als Wasserspeiern emporragt. Auf der Plattform steht die Gruppe Der Esel, der auf Rosen geht aus Bronze. Der Möbelkaufmann Martick stiftete 1905 für eine neue Anlage 3.500 Mark als Austausch für einen 1868 aufgestellten Zinkbrunnen. Im Zuge der 1997 stattgefundenen Renovierung ist die 92 cm große Figur von Ulrich Seiblist restauriert worden. Das Brunnenbecken wurde von Peter Michael und Christoph Reichenbach restauriert. |
|                             | Geoskop Markt H 87 m                                                                                                  | | Hallesche Marktplatzverwerfung |
|                             | Drachen-Brunnen 1983 Bronze, teilvergoldet Sandstein Hallmarkt, Marktkirche                                           | Peter Michael (* 1938)                                                                                   | Der Brunnen steht vor dem Westportal der Marien- oder Marktkirche. Er hat eine Höhe von 3,50 Metern. Der viereckige Brunnenstock aus Sandstein wird von vier Drachen gekrönt, die zum Schutz ihrer goldenen Kugel den Besucher abwehren. |
|                             | Göbelbrunnen oder Hallmarktbrunnen 1988/2000 Bronze Sandstein 1974–1998 Figuren Becken 1999 Hallmarkt H 79 m          | Bernd Göbel (* 1942)                                                                                     | In der Barock anmutenden Brunnenanlage erzählen die aufgestellten Brunnenfiguren Episoden aus der Halleschen Stadtgeschichte. In der Bauphase war die Ausführung dieser älteren Entwürfe umstritten; am meisten eine die Bischofsmütze tragende Figur des Kardinal Albrecht in inniger Umarmung mit einer Frau (in Anspielung an seine Mätresse). Der Künstler arbeitete sie aufgrund des Protestes in eine formähnliche Haartracht um. Heute ist der Brunnen eine häufig abgebildete Größe im Hallenser Stadtbild. |
|                             | Stadt 1988 Wandbild Große Klausstraße (gegenüber Nr. 7 – Ecke Oleariusstraße)                                         | Bernd Baumgart (* 1956) Hans-Joachim Triebsch (* 1955)                                                   | Baumgart und Triebsch stellen in ihrem, die gesamte Wandfläche einnehmenden Bild Szenen dar. Motive der Maskenträger, Seiltänzer und mythologische Figuren dienen in der Malerei der End-DDR für kritische Deutungen der realsozialistischen Gesellschaft. |
|                             | Der ewige Geheimdienstmann 1992 Keramik Große Klausstraße 13, Südgiebel                                               | Frank Hüller (* 1961)                                                                                    | In der Anbringung auf einer Platte in der Ecksituation eines 1980er Neubaus ist die Figur durchaus mit den rund 20 Jahre älteren Plastiken von Lothar Sell am Moritzzwinger vergleichbar. Inhaltlich unterscheidet sich die nach der Wende entstandene Figur deutlich vom volkstümlichen Fassadenschmuck der frühen 1980er Jahre. Zudem arbeitet der "ewige Geheimdienstmann" genau gegenüber jenem Café, das in den Zeiten der zu Ende gehenden DDR ein Unruheherd war. |
|                             | Schwingungen 2002 Acrylglas Kleine Ulrichstraße 38, Passage (an Glasfassade Eingang)                                  | Künstlergruppe Pentimento (Claudia Baugut, Sigrid Deutloff, Christiane Jung, Karen Rosski, Silke Trekel) | |
|                             | Stolpersteine 2013 Messing, Schlagbuchstaben Kleine Ulrichstraße                                                      | Gunter Demnig                                                                                            | Mit seinen "Stolpersteinen" hat der Kölner Künstler Gunter Demnig ein in vielen Städten sichtbares Denkmal für die im Nationalsozialismus vertriebenen und ermordeten Juden geschaffen. |
|                             | Lebenskreis 1986/2012 Brunnen Bronze Sandstein Domplatz                                                               | Horst Brühmann (* 1942)                                                                                  | Der Brunnen wurde von Horst Brühmann für den Domplatz in Halle gestaltet. Die fünf lebensgroßen Figuren des Lebenskreises wurden bereits in Bronze gegossen. Die Beauftragung der Bauleistungen für das Sandsteinbecken steht bevor. Die zentrale Figur – Mutter und Kind mit dem stürzenden Tod – heißt Das Leben besiegt den Tod. |
|                             | Matthias Grünewald 1989 Bronze, Sockel aus Löbejüner Quarzporphyr Mühlberg/Ecke Schloßberg                            | Gerhard Geyer (1907–1989)                                                                                | Der in Halle an der Saale vermutlich 1528 (30 oder 31) verstorbene Maler und Grafiker Matthias Grünewald (auch Mathis Gothart/Mathis Nothardt oder Mathis Grün) wurde nach seinem Ableben gleichrangig mit Albrecht Dürer und Lucas Cranach dem Älteren geschätzt, dann aber rasch wieder vergessen. Sein Hauptwerk, der Isenheimer Altar in Colmar, galt später und für lange Zeit als ein Werk von Albrecht Dürer. Geyers Plastik gibt den Maler in abgeklärter, fast thronender Sitzhaltung; seine Arbeitsutensilien hält er wie Herrscherattribute in den Händen. |
|                             | Paulus 1972/73 Sandstein An der Moritzkirche, Außenportal                                                             | Günter Kaden (* 1941)                                                                                    | Diplomarbeit von 1972 an der Burg Giebichenstein |
|                             | Kaffee und Tee 1986 Keramikwandgestaltung An der Moritzkirche 1–4 (gegenüber Kirche)                                  | Christoph Schulz                                                                                         | Im Zuge der Neubauten um die Moritzkirche ist diese Wandgestaltung mit glasierten Keramikfliesen als architekturbezogene Kunst entstanden. |
|                             | Begrüßung 1983/84 Terrakottafiguren An der Moritzkirche 1–4 /Ecke Moritzzwinger H 82 m                                | Lothar Sell (1939–2009)                                                                                  | Die Terrakottafiguren sollen die Passanten an der schmalen Furt in die Straße neben der Moritzkirche grüßen. Die Formensprache der Skulpturen ist typisch für den Künstler. |
|                             | Handwerkerbrunnen 1983/84 Terrakotta, Klinker Zenkerstraße/Ecke Brunos Warte H 85 m                                   | Martin Wetzel (1929–2008)                                                                                | Rund um eine Mittelsäule reihen sich Figuren mit Requisiten, die an Werkzeug von ausgewählten Gewerken erinnern. Das kreisrunde Brunnenbecken fügt sich in den kleinen Platz ein. |

## Halle-Neustadt – Kunst im öffentlichen Raum
Mit der Entstehung und Entwicklung des heutigen Stadtteils Halle-Neustadt wurde die Kunst im öffentlichen Raum in das Stadtbild integriert. Möglich wurde dies durch den Anspruch, Architektur und Bildende Kunst miteinander zu verbinden und die entsprechende gesetzliche Regelung, die von den für jede Wohneinheit zur Verfügung stehenden Mitteln die Verwendung eines Anteils für Kunst vorgab. Vor diesem Hintergrund entstanden im öffentlichen Auftrag eine Vielzahl von Kunstwerken für den Innen- und Außenraum. Die Mehrzahl dieser Kunstwerke blieb erhalten, es gingen aber auch Arbeiten durch den gesellschaftlich bedingten Eigentumswechsel, Materialermüdung oder Vandalismus verloren.
Bei den Detailberatungen zur Aufgabenstellung des Projektes Wohnkomplex II wurde im Jahre 1966 erstmals für die DDR ein „Kollektiv bildender Künstler einbezogen, um schon bei der städtebaulichen Konzeption und der Festlegung der architektonischen Schwerpunkte die entsprechenden bildkünstlerischen und gartengestalterischen Ideen zu formulieren“. Damit wurde in Halle-West eine der ersten bildkünstlerischen Konzeptionen für große städtebauliche Ensembles ausgearbeitet und weitestgehend auch umgesetzt.
| Bild | Kunstwerk / Jahr | Künstler                        | Anmerkungen |
| ---- | --- | ------------------------------- | --- |
|      | Hodscha Nasreddin 1980/2001, Bronze, teilvergoldet Neustädter Passage 15 H 91 m                                                             | Bernd Göbel (* 1942)            | Der Märchenbrunnen zeichnet Figuren und Szenen aus den Geschichten des Hodscha Nasreddin nach. Hodscha selbst steht erhöht in der Mitte der Komposition. Ursprünglich im Süden von Halle-Neustadt platziert, kam die Brunnenanlage erst 2001 in die heutige Position in die kleine Parkanlage am Neustädter Rathaus, neben Shopping-Mall und Bahnhof eingefügt. |
|      | Turnende Kinder 1984, Bronze Neustädter Passage                                                                                             | Rudolf Hilscher                 | Ein Junge stützt auf seinen Schultern ein über ihn hinwegspringendes Mädchen beim Bockspringen. Die lebensgroße Bronzeskulptur hat nach der Umgestaltung des Neustädter Zentrums eine neue Position in der Passage gefunden. |
|      | Tor 1987, Stahl Neustädter Passage 7–9 | Ludwig Ehrler (1939–2014)       | Ludwig Ehrler ist in Sachsen-Anhalt mit seiner seit Jahrzehnten geometrisch-konkreten Formensprache und künstlerischen Lösungen eine feste Größe in der Kunstszene für Stadtraum und Architektur. Ironie der Situation: Das rote Quadrat entsteht durch einen zufällig dahinter abgestellten Anhänger. |
|      | Rufen und Hören 1989/2010, Bronze (Figuren); Kunststein (Brunnen, Sockel) Neustädter Passage H 93 m                                         | Wolfgang Dreysse (* 1947)       | Kommunikation zwischen den Menschengenerationen ist das Thema dieser zum Ende der DDR-Zeit erarbeitete Skulpturengruppe: Leicht überlebensgroß stehen sich zwei Bronzefiguren gegenüber: der alte Mann scheint zu rufen, der junge zeigt die Gestik eines skeptisch Zuhörenden. Der allgemein menschlich beschriebene Konflikt hat durchaus politische Dimensionen: Im Jahr der Aufstellung des Werkes beginnt die politische Umwälzung in der DDR. Und ehemalige DDR-Bürger erinnert der Titel an die Zeiten der Überwachung durch die Staatssicherheit. Als bei der Umgestaltung der Neustädter Passage das Kunstwerk in seinem Fortbestand grundsätzlich in Frage gestellt wurde, fasste der Künstler die Skulpturen neu und holte sie beide von den vom Wasser umspülten Postamenten auf die Betrachterebene. |
|      | Aufbauhelfer 1974, Kunststeinguss, Reliefsäule Hallorenstraße/An_der Magistrale H 91 m                                                      | Rudolf Hilscher                 | Die Reliefsäule nimmt formal Bezüge zu römischen Triumphsäulen und mittelalterliche Vorbilder auf und thematisiert verschiedene Szenen der typischen Baugewerke. Den Stadtraum gestaltende Tätigkeiten wie das Urbarmachen des Bodens und das Pflanzen von Bäumen sind zu sehen, aber auch singende, tanzende, feiernde Menschen reihen sich in sich geschlossene Gruppen. Textblöcke dazwischen zitieren die offizielle Sprache der DDR. |
|      | Frauenbrunnen 1974, Bronze An der Magistrale 57 H 83 m                                                                                      | Gerhard Lichtenfeld (1921–1978) | Eine Hommage an die Schönheit der Frauen inszeniert Gerhard Lichtenfeld mit seinem Brunnen. Der Künstler war als Hochschullehrer an der Hochschule für industrielle Formgestaltung Halle, Burg Giebichenstein tätig und prägte das Schaffen seiner Schüler wie Bernd Göbel und Wolfgang Dreysse und vereinzelt wiederum deren Schüler bis heute. |
|      | Malerei auf Keramik 1970 Kastanienallee 8 H 81 m                                                                                            | Wilhelm Schmied (1910–1984)     | Die Fliesenbahnen unterhalb der Fenster gliedern die Fassade der Sekundarschule am Verbindungsbau der Klassengebäude über dem (früheren?) Haupteingang. Wie anderenorts auch, bildeten sie einen deutlichen Farbakzent, der durch die heute viel umfassende Werbung kaum noch so wahrgenommen werden kann. Die stilisierte Bildsprache erinnert an die frühen Bilder des Sozialistischen Realismus. |
|      | Elefant 1970/1981, Kunststein Wippraer Weg 4–6 H 91 m                                                                                       | Otto Leibe                      | Das 1970 eingeweihte Kunstwerk verweist auf die Experimentierfreude der Zeit mit dem variantenreichen Baustoff Beton in der besonderen Technik einer Schalenkonstruktion. Die an sich zeitlose Form wird kaum noch wie früher bespielt, da es für die heutige Nutzergeneration inzwischen attraktivere Spielorte gibt und der bauliche Zustand des Objektes und seines direkten Umfeldes die Nutzung erschweren. |
|      | Lebensbaum 1967/1969, Emailmalerei Oebisfelderweg 2 H 90 m                                                                                  | Willi Neubert (1920–2011)       | Die Wandgestaltung schuf Neubert bereits 1965 für die erste Schule am Ort – unweit des Grundsteins für die Neustadt selbst übrigens. Diese Polytechnische Oberschule behielt ihren Namen Erste POS auch nachdem man zahlreiche öffentliche Gebäude nach verdienten Politikern umbenannt hatte. Auf dem Bildfeld oberhalb des Eingangs zeichnet der Lebensbaum ein eher elegisches Bild der gesellschaftlichen Umstände und Ziele und gewinnt als Pflanzungsakt symbolische Bedeutung für diese Schule und ihre Rolle beim Bau der zukünftigen Gesellschaft. Das Motiv des Lebensbaumes versinnbildlicht wohl die erste Hälfte des Lebenskreises der Menschen. Die in den 1990er-Jahren erneut zitierte Formensprache und Bildkomposition weist auf Arbeiten von Ferdinand Leger. Willi Neubert, dessen Tafelmalerei Schachspieler (1964) und Diskussion im Neuererkollektiv (1969) auf den Lehrplänen der Schulen standen, hat – beginnend in den sechziger Jahren – an der Entwicklung der Emailmalerei gearbeitet und mit der Gründung (und Leitung) des Instituts für Architekturemail in Thale, zugeordnet der Hochschule für industrielle Formgestaltung Burg Giebichenstein Halle, ab 1970 infrastrukturell fundiert. |
|      | Er rührte an den Schlaf der Welt 1971 Silikatmalerei auf Zementplatte Schieloer/Ecke Harzgeroder Straße H 90 m Neustädter Passage 15 H 91 m | Erich Enge                      | Kompositionen nach aus der mittelalterlichen Stilwelt entliehenen Bedeutungsperspektive illustrieren auch hier, in einem Allgemeingültigkeit anstrebendem Vokabular die DDR-Elite-Interpretationen der Texte der ideologischen Vorbilder im Stadtraum. |